# The Lion King III
The Lion King 3: Hakuna Matata (in het Engels The Lion King 1½) is een direct-naar-video-animatiefilm van The Walt Disney Company uit 2004. De film is de tweede vervolgfilm op de Leeuwenkoning en won een Annie Award voor beste home entertainment-product.
Ondanks dat in Nederland de film de 3 in de titel heeft, is de film niet echt een derde verhaal van de Leeuwenkoning. In plaats daarvan is het een hervertelling van de eerste film, maar nu gezien vanuit het perspectief van Timon en Pumbaa.

## Verhaal
Timon en Pumbaa zitten in een bioscoop en kijken de film De Leeuwenkoning. Halverwege het beginliedje, "Circle of life", spoelt Timon de film door naar het stuk waarin Timon en Pumbaa zelf voorkomen. Pumbaa is het daar niet mee eens en stelt voor hún verhaal te vertellen.
Het verhaal begint met Timon. We zien waar hij vandaan komt en wie zijn familie is. Hij is nogal onhandig en behalve zijn moeder is er niemand die echt van hem houdt. Doordat hij veel problemen veroorzaakt, zoals gangen van het hol laten instorten, heeft iedereen hem liever op de wacht. Timon staat op de wacht, maar omdat hij begint te zingen ziet hij niet dat de drie hyena's, Banzai, Shenzi en Ed, eraan komen. De hyena's veroorzaken een hoop rommel en iedereen geeft Timon de schuld.
Timon is het zat en nadat hij afscheid heeft genomen van zijn moeder, gaat hij op zoek naar een betere plaats. Na een tijdje komt hij Rafiki de mandril tegen. Die vraagt waar hij heen gaat en Timon weet het zelf ook niet. Van Rafiki krijgt hij het advies verder te kijken dan wat hij ziet en uiteindelijk besluit hij naar de Koningsrots te gaan.
Onderweg daarnaartoe komt hij Pumbaa het wrattenzwijn tegen. Hij is verdreven uit zijn kudde vanwege zijn stank. Samen gaan ze verder. Ze lopen door de menigte van dieren die staat te wachten tot ze het nieuwe prinsje, Simba, kunnen aanschouwen. Ze vinden een plaats naast de Koningsrots en willen daar blijven wonen. Maar door te veel geluidsoverlast (Simba en Nala zingen boven hun huis Wacht maar af totdat ik koning ben) vertrekken ze weer.
Ze komen op een olifantenkerkhof terecht, maar daar worden Simba en Nala net achterna gezeten door de hyena's. Ze lopen en lopen, totdat ze bij een droomplaats uitkomen met veel groen en water. Daar willen ze blijven wonen. Als ze op een dag voor de gein een stel gieren wegjagen, zien ze dat die gieren bij Simba zaten. Ze denken dat hij nog leeft en nemen hem mee. Samen voeden Timon en Pumbaa hem op. Ze komen vaak in de problemen, doordat vooral Timon denkt dat Simba in gevaar is terwijl hij alleen maar speelt. Daardoor is Timon steeds het slachtoffer.
Op een dag komen de drie Nala tegen. Simba probeert eerst Timon en Pumbaa te verdedigen, maar al snel ziet hij dat hij met Nala te maken heeft. Nala vraagt hem mee te gaan naar waar hij vandaan komt, omdat hij de echte koning is en zijn oom Scar zichzelf koning heeft gemaakt. Daardoor is het hele land verwoest. Simba wil echter niet mee en Nala gaat boos weg. Simba krijgt spijt en gaat samen met Pumbaa naar zijn eigen plaats terug. Later komt Timon, die eerst niet mee wilde, toch nog achter ze aan omdat hij zich wel erg eenzaam voelde.
Timon en Pumbaa leiden de hyena's af en krijgen daarbij hulp van de familie van Timon. Simba verstoot zijn oom Scar van de troon en wordt koning. Nala wordt koningin en het land komt weer tot leven.

## Rolverdeling
| Personage   | Stem (Nederlandse versie) | Stem (originele versie) |
| ----------- | ------------------------- | ----------------------- |
| Timon       | David Verbeeck            | Nathan Lane             |
| Pumbaa      | Door Van Boeckel          | Ernie Sabella           |
| Mom         | Mitta Van der Maat        | Julie Kavner            |
| Uncle Max   | Luk Van Mello             | Jerry Stiller           |
| Simba       | Jurrian van Dongen        | Matthew Broderick       |
| Rafiki      | Freddy Gumbs              | Robert Guillaume        |
| Nala        | Ryan van den Akker        | Moira Kelly             |
| Shenzi      | Irene Kuiper              | Whoopi Goldberg         |
| Banzai      | Nico van der Knaap        | Cheech Marin            |
| Ed          | Mario Filio               | Jim Cummings            |
| Zazu        | Paul van Gorcum           | Edward Hibbert          |
| Flinchy     | Jason Rudofsky            | Jason Rudofsky          |
| Jonge Simba | Laurens van der Werken    | Matt Weinberg           |

De hele familie van Timon heeft in de Nederlandse versie een Vlaams accent.

## Ontvangst
De film werd redelijk positief ontvangen. Op Rotten Tomatoes kreeg de film een score van 77%, en was daarmee een van de weinige direct-naar-videofilms van Disney die positief ontvangen werd.

## Prijzen en nominaties
De Leeuwenkoning III werd in 2005 genomineerd voor 16 prijzen, waarvan hij er zes won:
- De Saturn Award voor Best DVD Release
- De Annie Award voor Best Home Entertainment Production – gewonnen
- De Annie Award voor Music in an Animated Feature Production
- 11 DVDX Awards:
  - Best Animated Character Performance (Voice and Animation in a DVD Premiere Movie) – gewonnen
  - 2× Best Animated DVD Premiere Movie – 1× gewonnen
  - Beste regisseur – gewonnen
  - Beste montage – gewonnen
  - Beste scenario – gewonnen
  - Best Games and Interactivities
  - Best Original Score
  - 2× Best Original Song
  - Beste visuele effecten.
- De Golden Reel Award voor Best Sound Editing in Direct to Video
- De Young Artist Award voor Best Performance in a Voice-Over Role

## Hidden Mickeys
Er zitten 20 Hidden Mickeys in deze film: o.a. als Timon "Waar ben ik aan begonnen?" roept tegen Rafiki's boom als hij net van huis is weggelopen. Ook komen er twee voor wanneer Timon aan het zingen is.
In de dvd is er een spel waar de kijker op de entertoets moet drukken wanneer er een hidden Mickey tevoorschijn komt tijdens het bekijken van de film.